# Zaunweg 21 (Buchschlag)

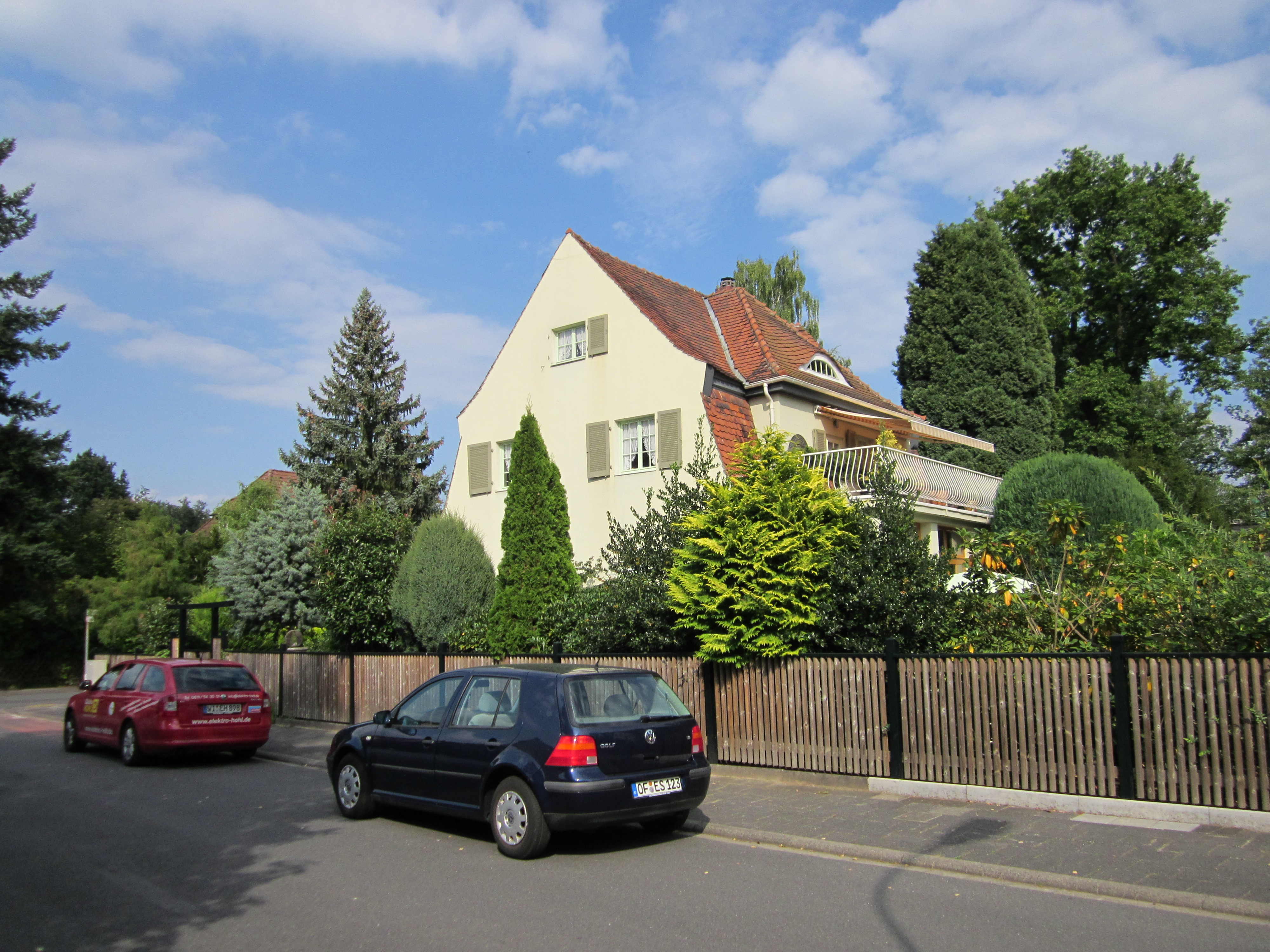
Gebäude Zaunweg 21 in Buchschlag

Das Gebäude Zaunweg 21 in Buchschlag, einem Stadtteil von Dreieich im südhessischen Landkreis Offenbach, wurde um 1910 errichtet. Die Villa an der Ecke zum Falltorweg in der Villenkolonie Buchschlag ist ein geschütztes Kulturdenkmal.
Der Mansarddachbau mit zurückhaltender, flächiger Putzfassade an der Giebelseite hat sparsame Fensteröffnungen. An der Ecke zur Straßenkreuzung ist ein traufseitiger Vorbau mit abgestuften Dachflächen vorhanden. 